# BAD MESSIAH
BAD MESSIAH（バッド・メサイア）は、日本のロックバンド。1988年に結成される。

## 概要
骨太で硬派なハードロックサウンドを特徴とし、2年間のインディーズ活動を経て1990年9月EPIC/SONY RECORDSよりアルバム『GOLDEN SEEDS』でメジャー・デビューを果たす。セールス面では十分な成果を残すことはできなかったものの、1996年に解散するまでインディーズ時代を含め10枚のシングルと4枚のオリジナル・アルバムを発表。メジャー・デビュー以降はハードロックに留まらず、歌謡曲やサイケデリック・ロックの要素を取り入れた幅広いサウンドを志向した。

## メンバー
- 馬淵太成 - ボーカル - SAにも在籍
- 佐野昌樹 - ギター - THE COMESにも在籍、解散後1999年に公庄拓（後にSPIRIT REJOYSで活動）とHarvestを結成する。
- JUN GRAY - ベース - KENZI & THE TRIPS、KEN BANDにも在籍
- 加藤久基 - ドラム - SHOCKにも在籍

## ディスコグラフィ

### シングル
1. SHAKE MY BOOTY（1988年11月）※インディーズ[1]
2. OUTSHINE（1989年7月21日） ※インディーズ
3. BURN TO THE SKY（1990年8月22日）
4. COYOTE（1990年12月21日）
5. CLOVER（1991年10月25日）
6. そりゃないぜセニョリータ（1992年5月2日）
7. 愛の掟（1993年4月10日）
8. エゴイスト（1993年6月23日）
9. Sonia（1993年8月21日）
10. Romantic（1994年8月21日）

### アルバム
1. GOLDEN SEEDS（1990年9月1日）
2. CROCODILE TEARS （1991年6月1日）
3. 愛撫 （1992年11月1日）
4. DISCO ARMADILLO（1994年10月1日）

### コンピレーション・アルバム
- BEAT EXPRESS Vol.7 （1991年2月1日）「BURN TO THE SKY」収録
- BEAT EXPRESS ballad 150min （1991年3月21日）「HAZY MOON」収録
- BEAT EXPRESS Vol.8 （1991年7月25日）「PRIVATE THEATRE」収録
- BEAT EXPRESS ROCKS II （1991年8月23日）「シティサバンナ」収録

## タイアップ
| 使用年 | 曲名                     | タイアップ                                         |
| ------ | ------------------------ | -------------------------------------------------- |
| 1992年 | そりゃないぜセニョリータ | ローソン「あなたを見てるから」キャンペーンCMソング |